# Matz William Jenssen
Matz William Jenssen (* 2. März 2001) ist ein norwegischer Skilangläufer.

## Werdegang
Jenssen nahm bis 2021 an Juniorenrennen teil und startete im Dezember 2021 in Beitostølen erstmals im Scandinavian-Cup. In der Saison 2022/23 lief er in Lillehammer erstmals im Weltcup und holte mit dem 15. Platz im Sprint seine ersten Weltcuppunkte. Zu Beginn der Saison 2023/24 erreichte er in Ruka mit dem sechsten Platz und in Trondheim mit dem fünften Rang im Sprint seine ersten Top-Zehn-Platzierungen im Weltcup. Im weiteren Saisonverlauf errang er den 48. Platz bei der Tour de Ski 2023/24 und zum Saisonende den 21. Platz im Sprint-Weltcup.